# Lissonota trochanterator
Lissonota trochanterator är en stekelart som beskrevs av Aubert 1972. Lissonota trochanterator ingår i släktet Lissonota och familjen brokparasitsteklar. Inga underarter finns listade i Catalogue of Life.